# Psique (mitología)

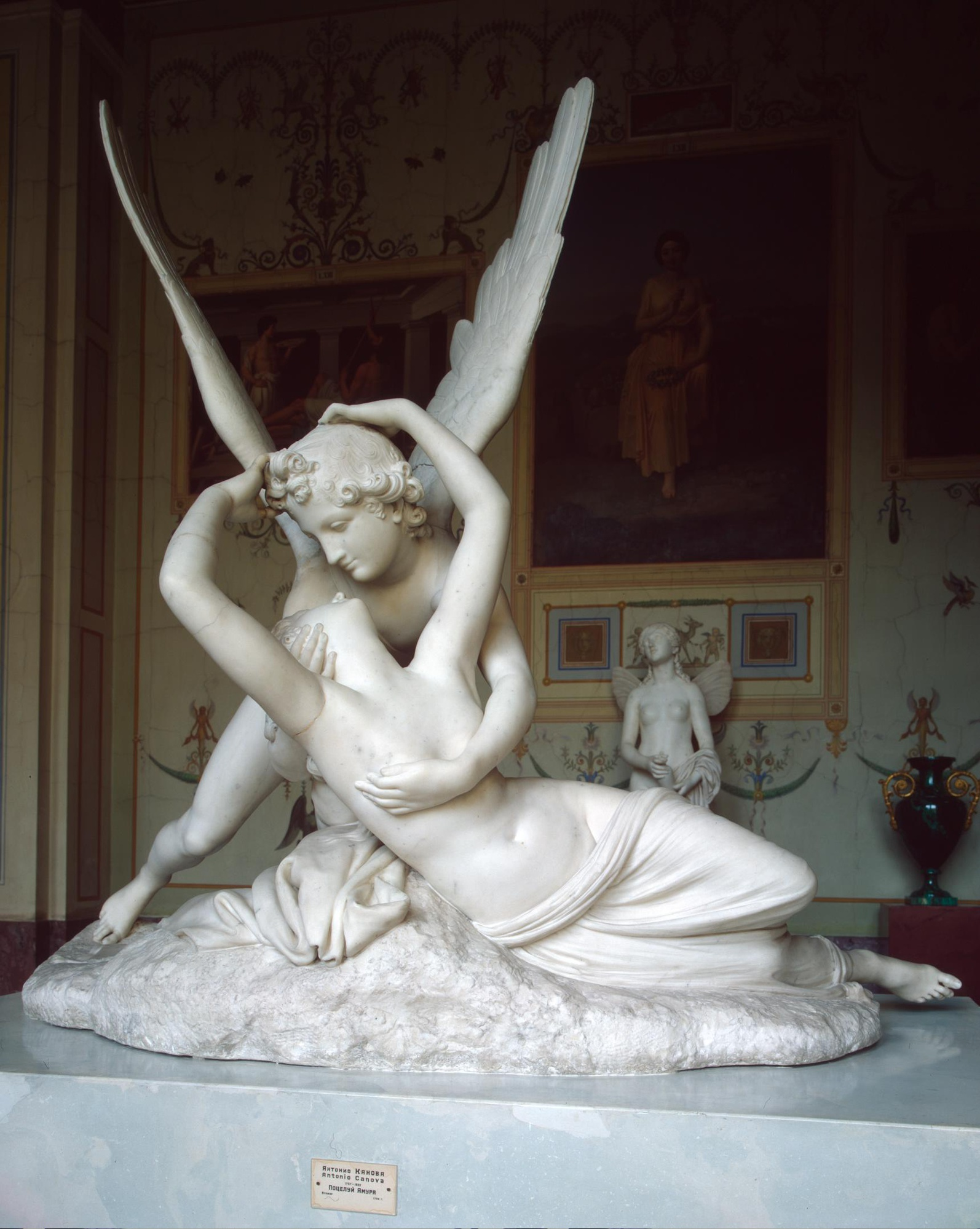
Psique reanimada por el beso del amor, de Antonio Canova.

Psique (en latín: Psyche; en griego: Ψυχή), es la personificación en la mitología griega del alma, y suele representarse como una hermosa mujer con alas de mariposa. El nombre psique significa "alma" y "mariposa" en griego, y también se la conoce comúnmente como tal en la mitología romana.

## Resumen del mito
Según la fábula relatada por Apuleyo en su Metamorfosis (El asno de oro), Psique era la menor y más hermosa de tres hermanas, hijas de un rey de Anatolia. Venus, celosa de su belleza, envió a su hijo Cupido para que le lanzara una flecha que la haría enamorarse del hombre más horrible y ruin que encontrase.
Cuando el padre de Psique observó que sus hijas mayores ya habían conseguido matrimonios pero Psique no tenía ningún pretendiente, consultó el oráculo de Mileto. El oráculo le dijo que abandonara a su hija en la cumbre de una montaña, donde un monstruo iría a desposarse con ella. Así se hizo y, una vez en la cumbre de la montaña, el viento se llevó a Psique volando hasta que la depositó en un valle, donde se quedó dormida.
Al despertar, se encontró en el exterior de un hermoso palacio. Entró en él y fue acogida por las voces de unas doncellas invisibles que se pusieron a su servicio. Al anochecer, su misterioso esposo se unió a ella. Cada noche, en medio de la oscuridad, se amaban, pero Psique no podía conocer su identidad, dado que desaparecía de su lado antes de que llegara la luz del amanecer.
Una noche, Psique le contó a su amado que echaba de menos a sus hermanas y quería verlas. Este aceptó, pero también le advirtió que sus hermanas querrían acabar con su dicha. A la mañana siguiente, Psique estuvo con sus hermanas, que le preguntaron, envidiosas, quién era su maravilloso marido. Psique, incapaz de explicarles cómo era su marido, puesto que jamás lo había visto, titubeó y les contó que era un joven que estaba de caza pero en una ocasión posterior, ante la misma pregunta, les dijo que era un hombre de negocios de edad madura y finalmente acabó confesando la verdad: que realmente no sabía quién era. Así, las hermanas de Psique la convencieron para que en mitad de la noche encendiera una lámpara y observara a su amado, asegurándole que sólo un monstruo querría ocultar su verdadera apariencia. Psique les hace caso y enciende una lámpara para ver a su marido: es entonces cuando descubre que su esposo es Cupido. Pero una gota de aceite hirviendo (de la que Apuleyo hace un tópico medieval: stilla olei ardentis) cae sobre la cara de Cupido dormido, que despierta y abandona, decepcionado, a su amante.

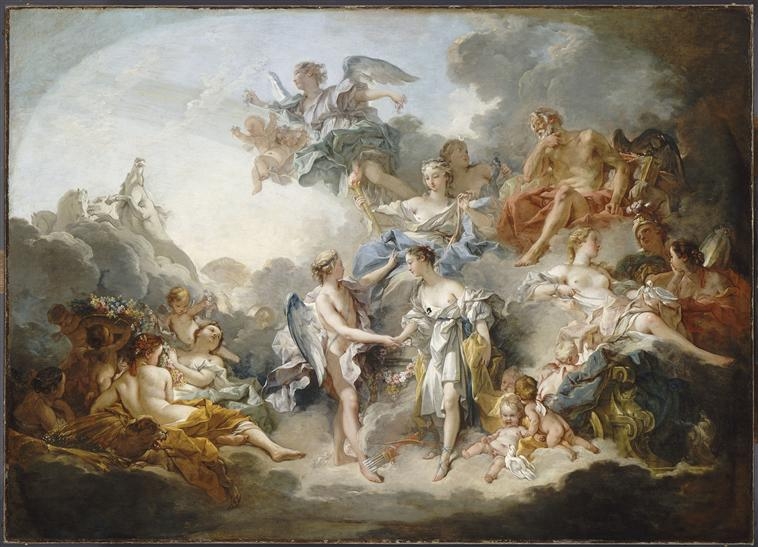
El matrimonio de Eros y Psique, obra de Boucher, 1744

Cuando Venus se enteró de estos sucesos, entró en cólera tanto con su hijo, que le había desobedecido, como con Psique, a la que buscó incansablemente e incluso prometió recompensar a quien se la entregara, hasta que finalmente consiguió que cayera en su poder. Entonces, la diosa, rencorosa, le ordenó realizar cuatro tareas, casi imposibles para un mortal.
En el primero de los trabajos Venus mandó traer semillas de trigo, cebada, mijo, amapola, garbanzos, lentejas y habas, y luego los mezcló todos. Le mandó a Psique que los clasificase uno a uno y que terminase su tarea antes del anochecer. Psique se derrumbó desesperada, pero las hormigas se apiadaron de la muchacha y le ayudaron a clasificar las semillas.
En el segundo trabajo se le ordenó que se acercara a una manada de ovejas con cuernos, vellón dorado y que no tenían pastor; Venus le pidió que le llevase un solo mechón de lana de oro. Psique había decidido, en su lugar, precipitarse desde una roca al río. Pero antes de hacerlo, la Caña, por inspiración divina, le dijo a Psique que no contaminara las aguas del río con una muerte. Luego le indicó que esperara a que anocheciera para que las ovejas, conocidas por su agresividad y su mordisco venenoso, se calmasen cuando el tiempo fuera más fresco. Psique atendió a los consejos y furtivamente pudo conseguir un mechón de lana dorada.
En el tercer trabajo Venus le ordenó subir a la cima de un agudo picacho, de donde manaban las aguas gélidas y negruzcas que más tarde discurrirían por el Estigia y el Cocito. Psique debería llenar una jarrita de cristal con esas aguas. Al llegar cerca del manatial Psique comenzó de nuevo a desesperarse, pues la montaña y las aguas estaban defendidas por unas terribles serpientes y además las propias aguas, que sabían hablar, le disuadían de su hazaña ordenándole que se retirara. Pero en ese momento apareció el águila de Júpiter, honrando así a Cupido por haber apoyado a Júpiter cuando raptó a Ganimedes. El águila entonces sujeta la jarrita, se enfrenta a las serpientes y le ordena a las aguas que, viniendo de parte de la propia Venus, llenen el contenido. Después se la dio a Psique.
Como cuarto trabajo, Psique tenía que ir al Inframundo y pedir a Proserpina un poco de su belleza para entregar a Venus, con el pretexto de que había perdido parte de su hermosura cuidando de Cupido. Psique debía guardarla en una caja negra que Venus le dio. Psique subió a una torre, decidiendo que el camino más corto al inframundo sería la muerte pero una voz que brotó de la torre la detuvo en el último momento y le indicó una ruta secreta que le permitiría entrar y regresar aun estando con vida, además de aconsejarle cómo engañar al perro Cerbero, contentar a Caronte y cómo cruzar los otros peligros de dicho sendero. Siguiendo las indicaciones, Psique apaciguó a Cerbero con un pastel de cebada y pagó a Caronte un óbolo para que le llevase al Hades. Una vez allí, Proserpina, conmovida por su hazaña, dijo que estaría encantada de hacerle el favor a Venus. Una vez más pagó a Caronte y le dio el otro pastel a Cerbero para volver.
Psique abandonó el inframundo y decidió abrir la caja y tomar un poco de la belleza para sí misma, pensando que si hacia esto, Cupido la amaría con toda seguridad. Para su sorpresa del interior brotó un «sueño estigio», es decir, un vapor narcótico que sume en la amnesia a los muertos cuando llegan al Hades. Cupido, que la había perdonado y seguido en secreto por su aventura, voló hasta su cuerpo y limpió el sueño de sus ojos, suplicando entonces a Júpiter y Venus su permiso para casarse con Psique. Estos accedieron y Júpiter hizo inmortal a Psique. Venus, olvidando sus rencores bailó en la boda de Cupido y Psique, y fruto de su unión tuvieron una hija, a quien llamamos Voluptuosidad —o Hedoné (Ἡδονή, «Placer») para los griegos—.

## Etimología

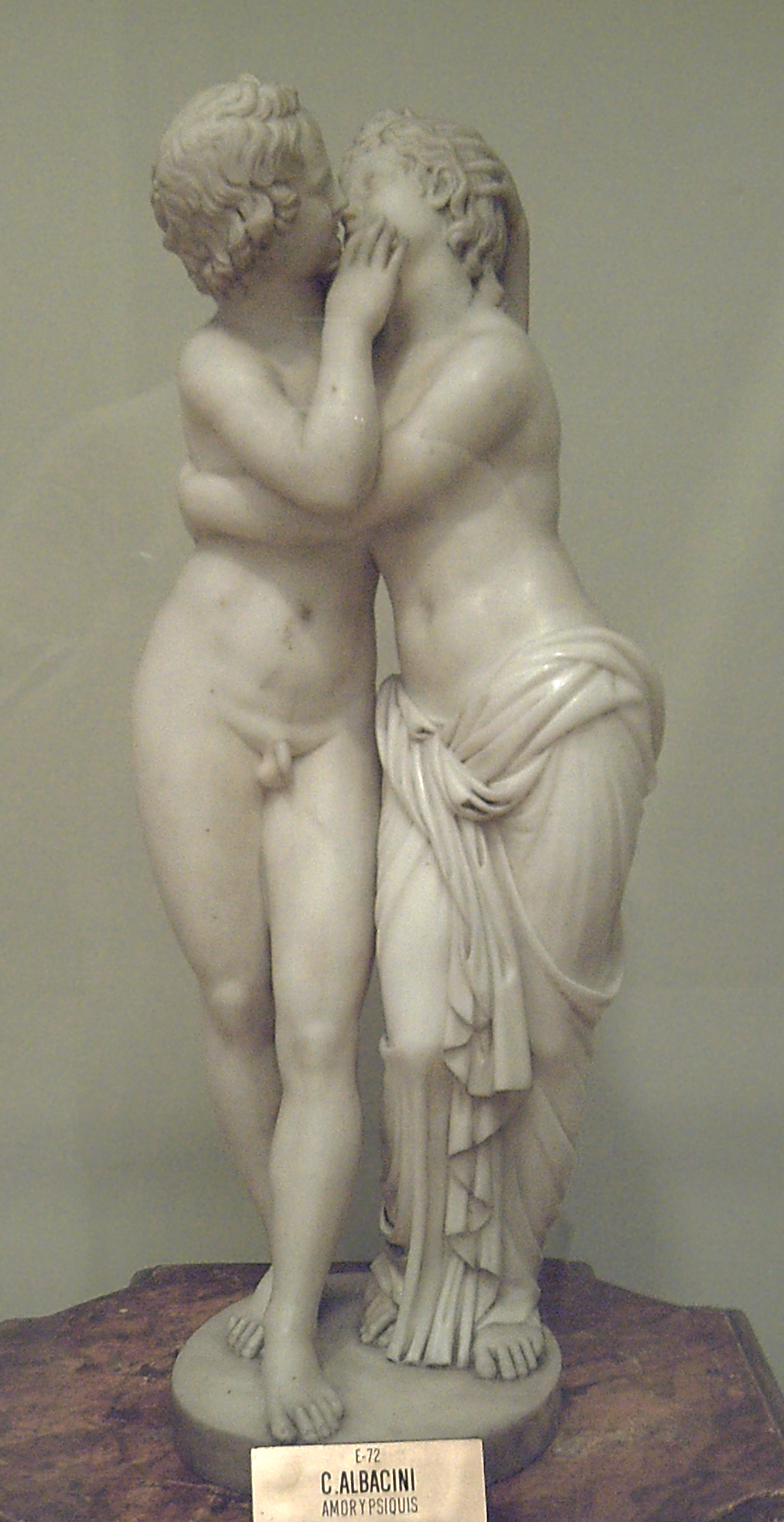
Amor y Psique, por Albacini (Real Academia de Bellas Artes de San Fernando, Madrid)

El término «psique» (Ψυχή), que significa «alma» o «mariposa», está relacionado con el verbo ψύχω, que significa «soplar, respirar». A partir de este verbo se forma el sustantivo ψυχή, que alude en los poemas homéricos al soplo, hálito o aliento que exhala al morir el ser humano o también en el momento de un desmayo.

## Mitología comparada
Se ha señalado el paralelismo existente entre este cuento de Apuleyo y el mito hindú de Urvasi y Pururavas. En este mito es la ninfa Urvasi quien se enamora de un mortal, Pururavas, pero le hizo prometer que nunca se dejaría ver por ella desnudo.

## Galería de imágenes

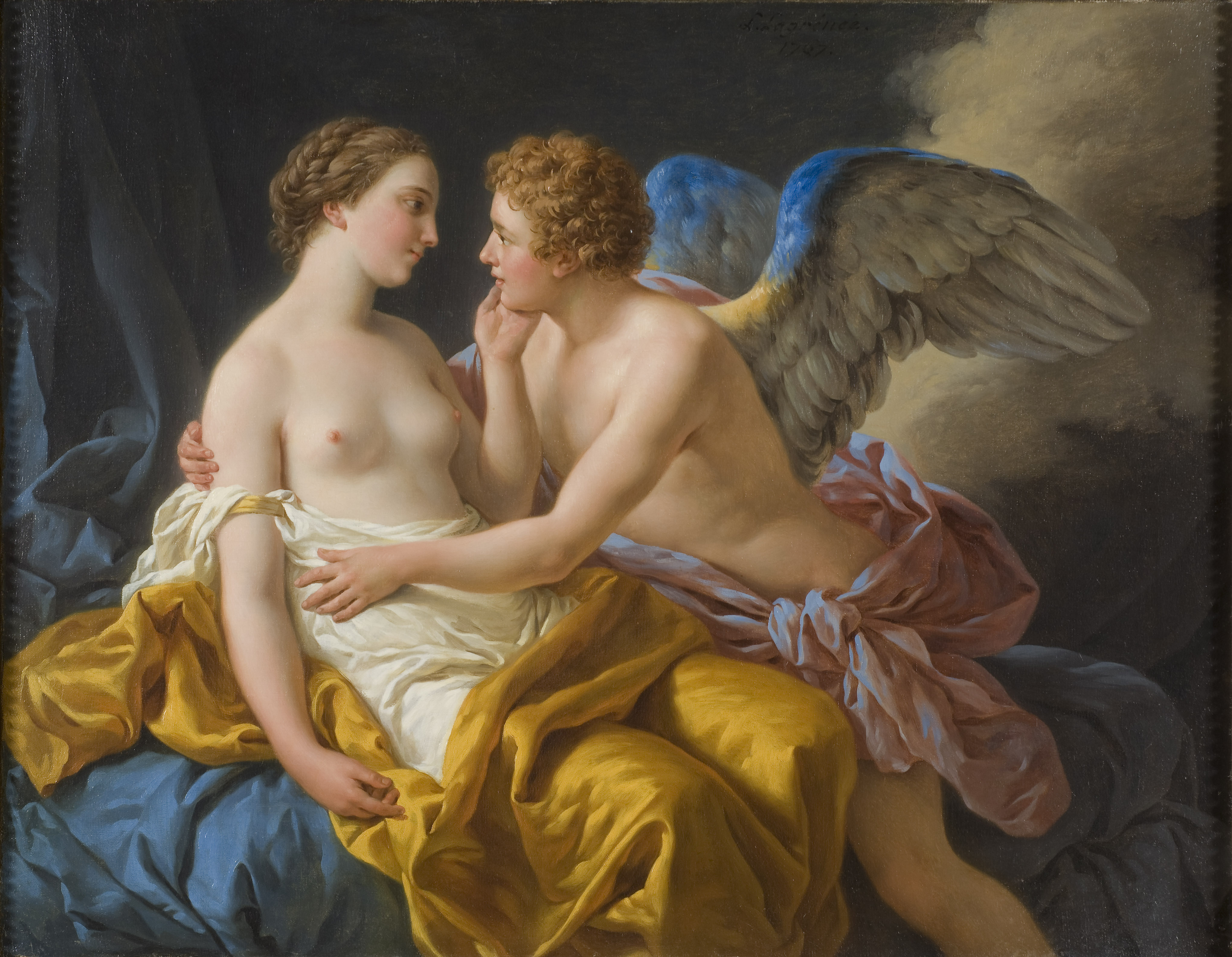
Amor y Psique, por Louis Jean Francois Lagrenée
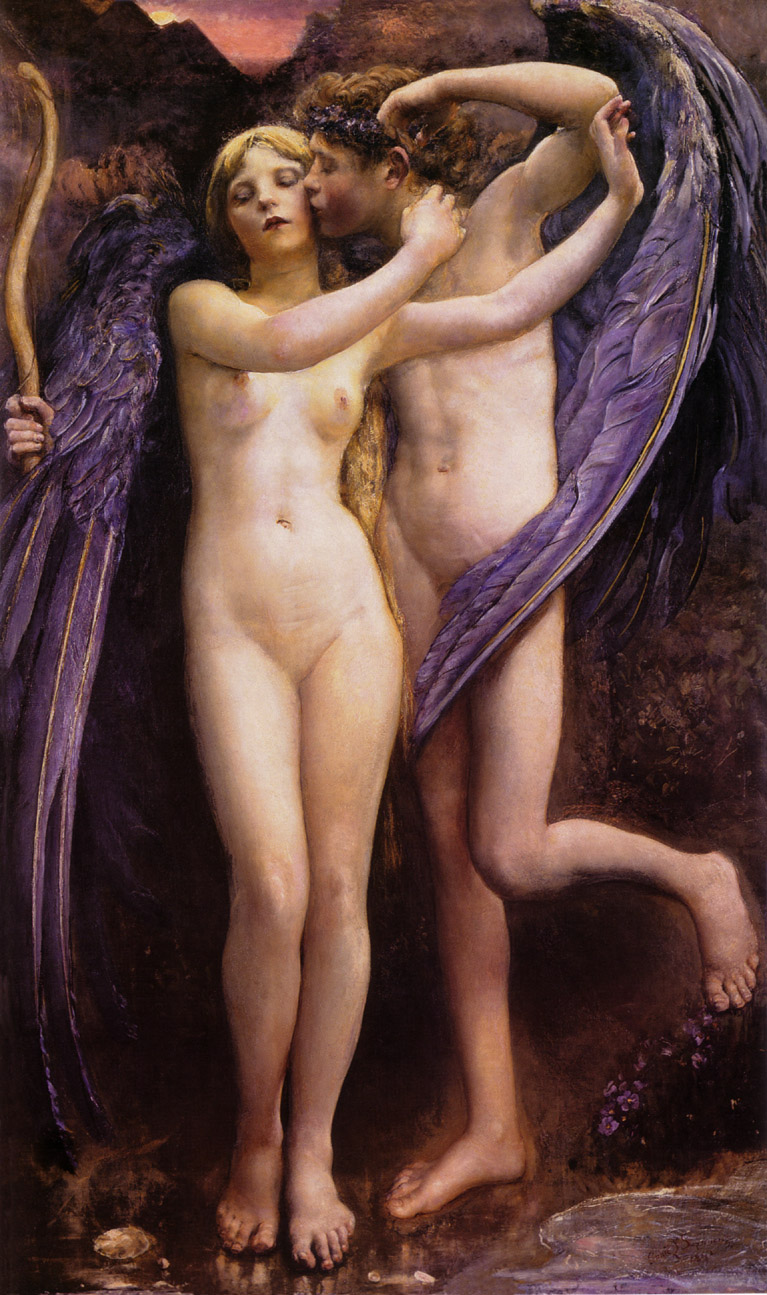
Eros y Psique, por Annie Louisa Swynnerton
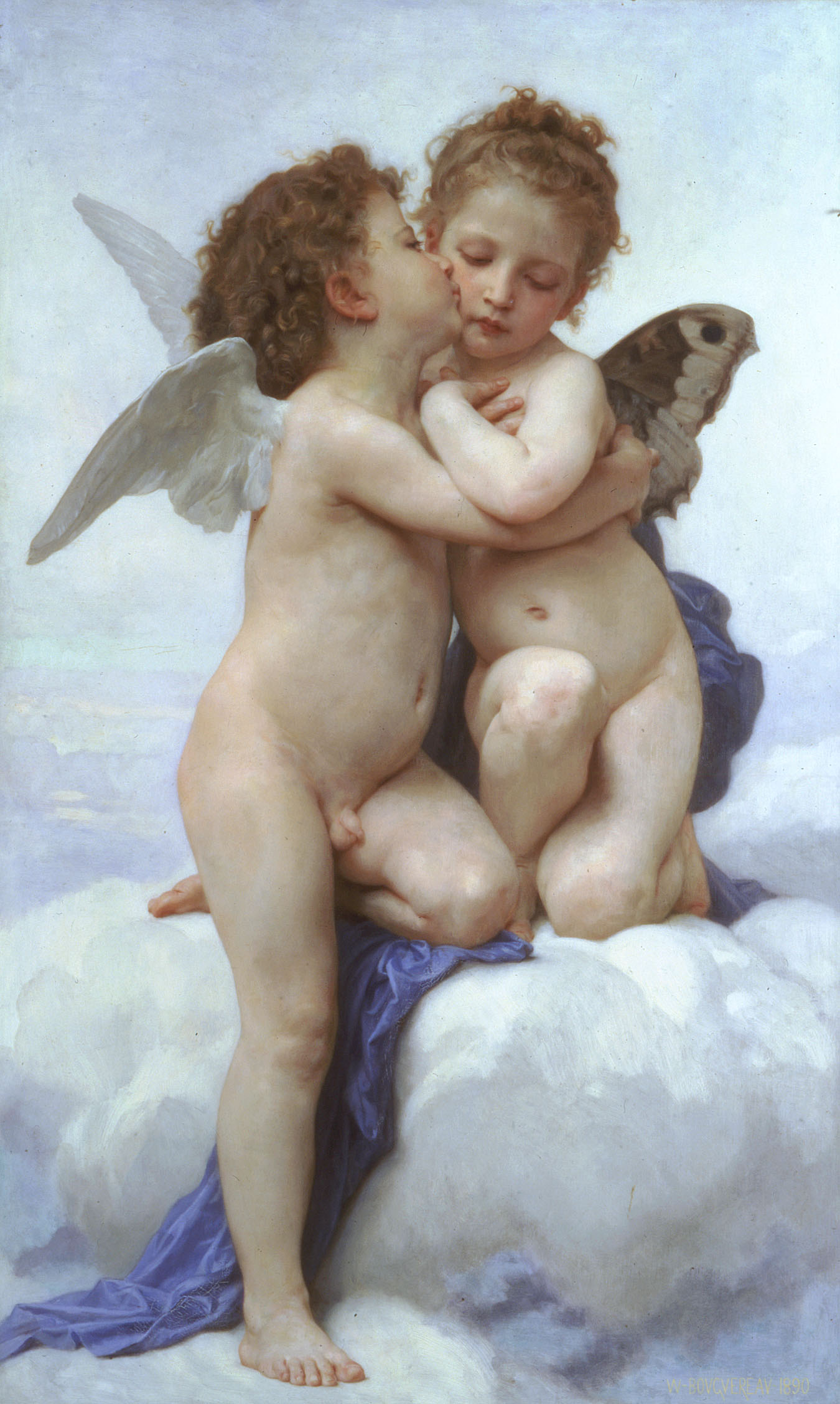
Eros y Psique niños, por Bouguereau
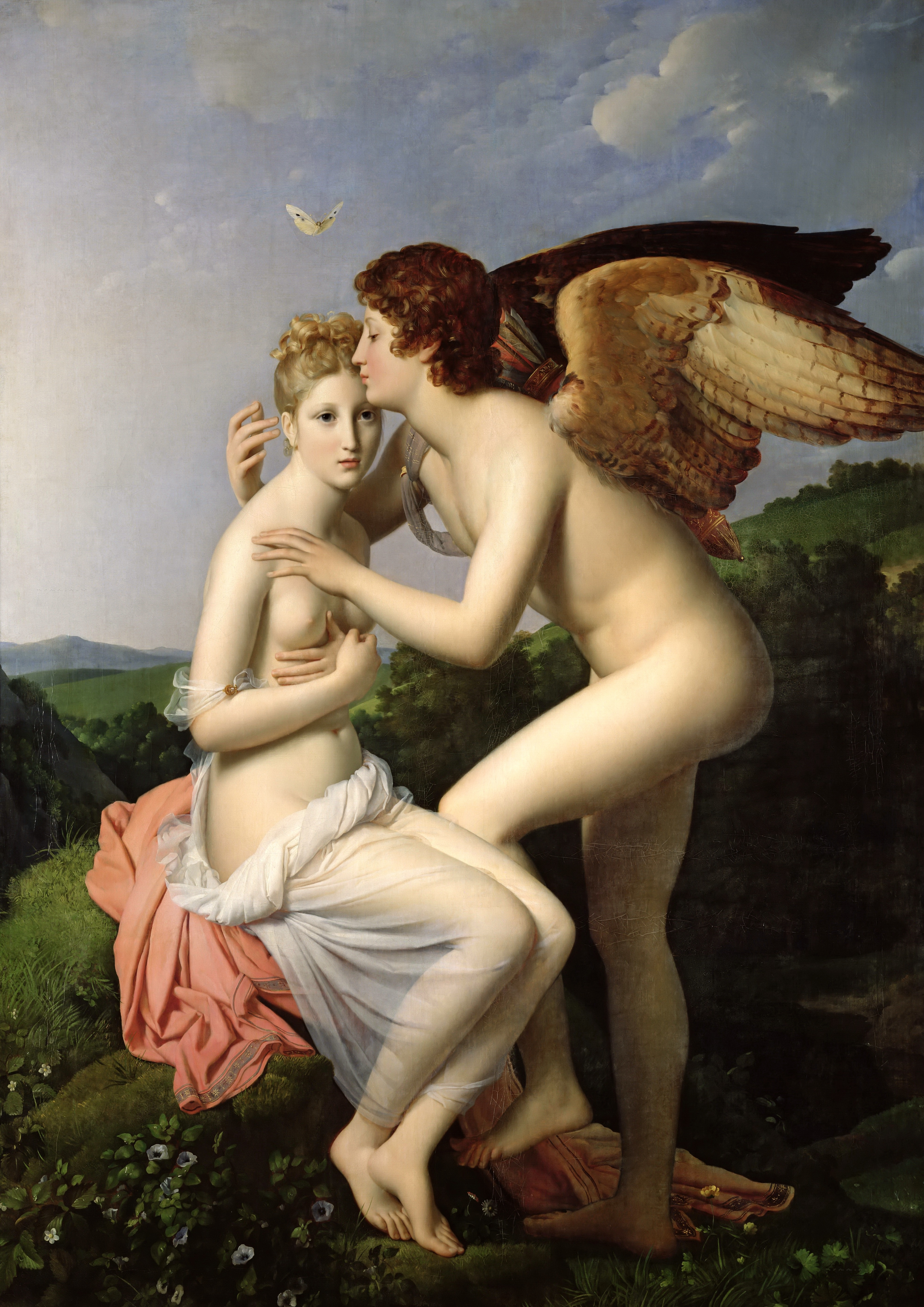
Eros y Psique, por François Gérard
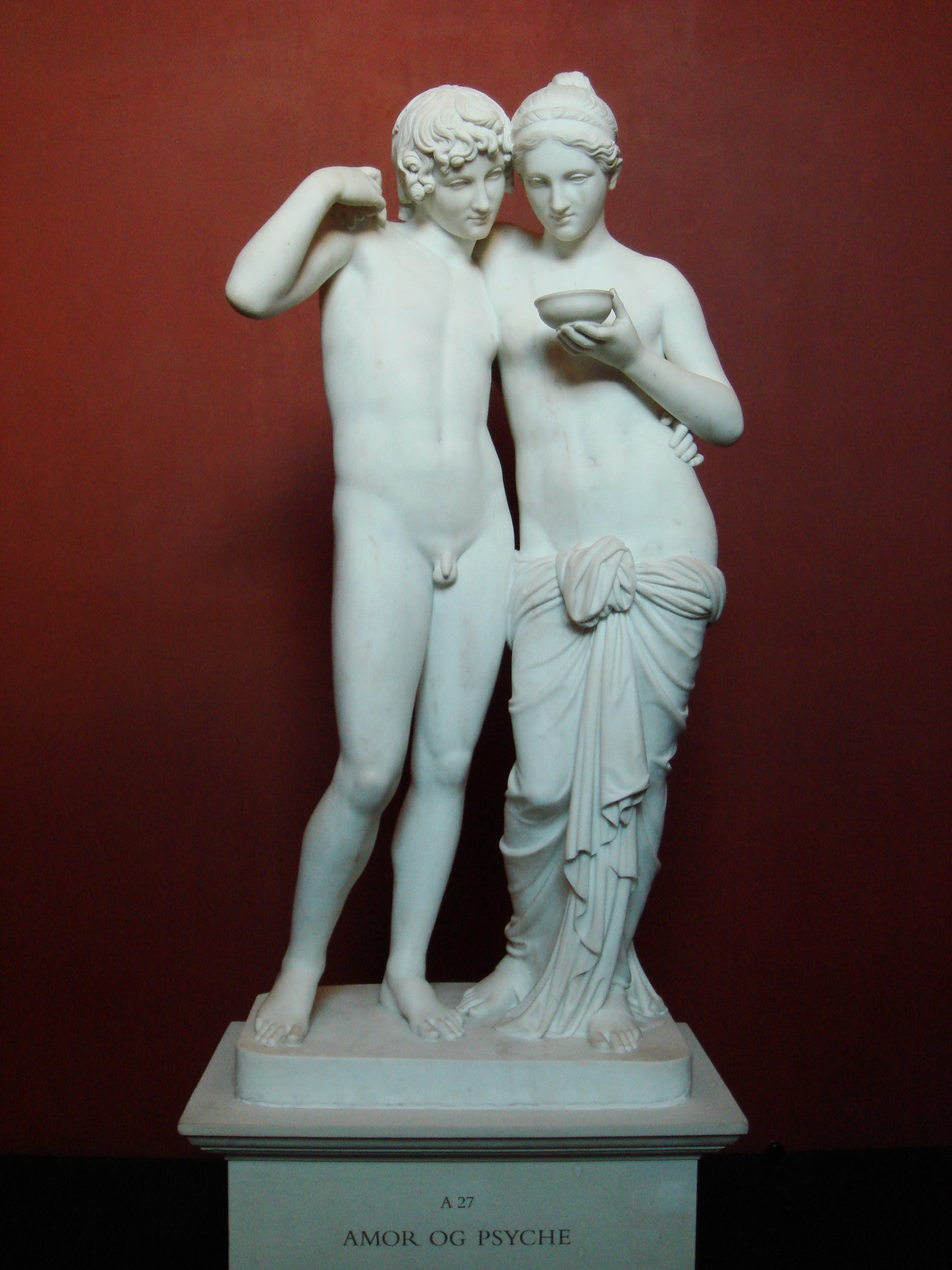
Amor y Psique, por Bertel Thorvaldsen
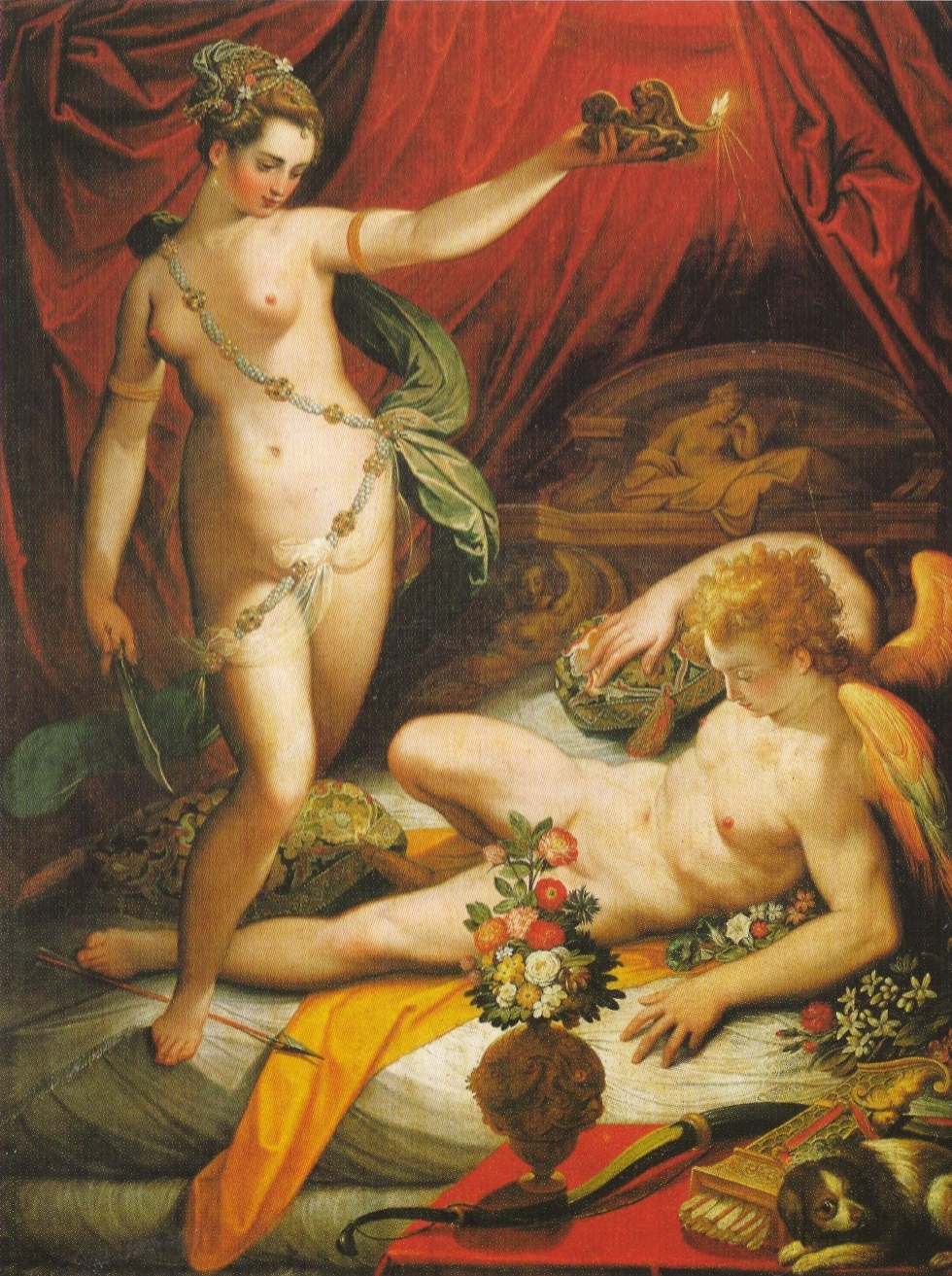
Amor y Psique, por Jacopo Zucchi
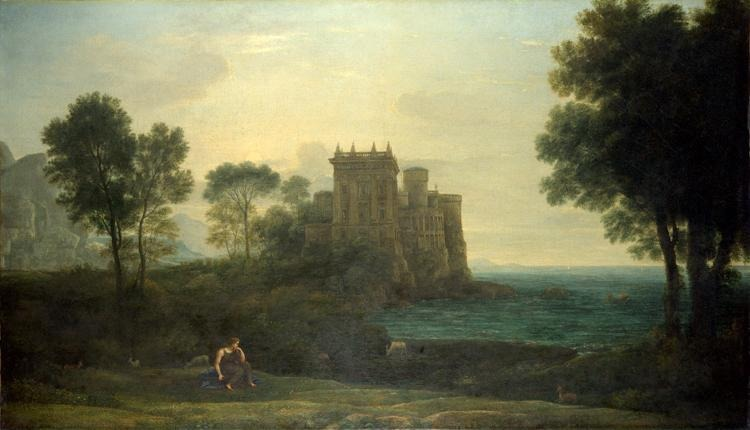
Paisaje con Psique en el exterior del palacio de Cupido, por Claudio de Lorena
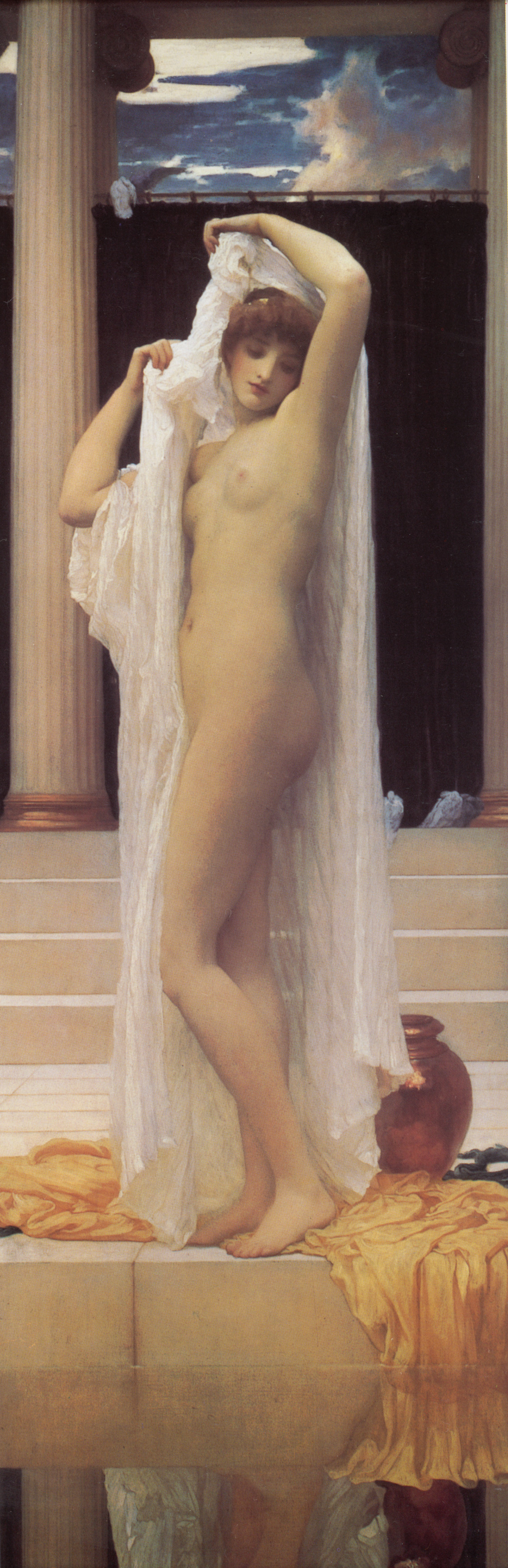
El baño de Psique, por Frederic Leighton (1879).
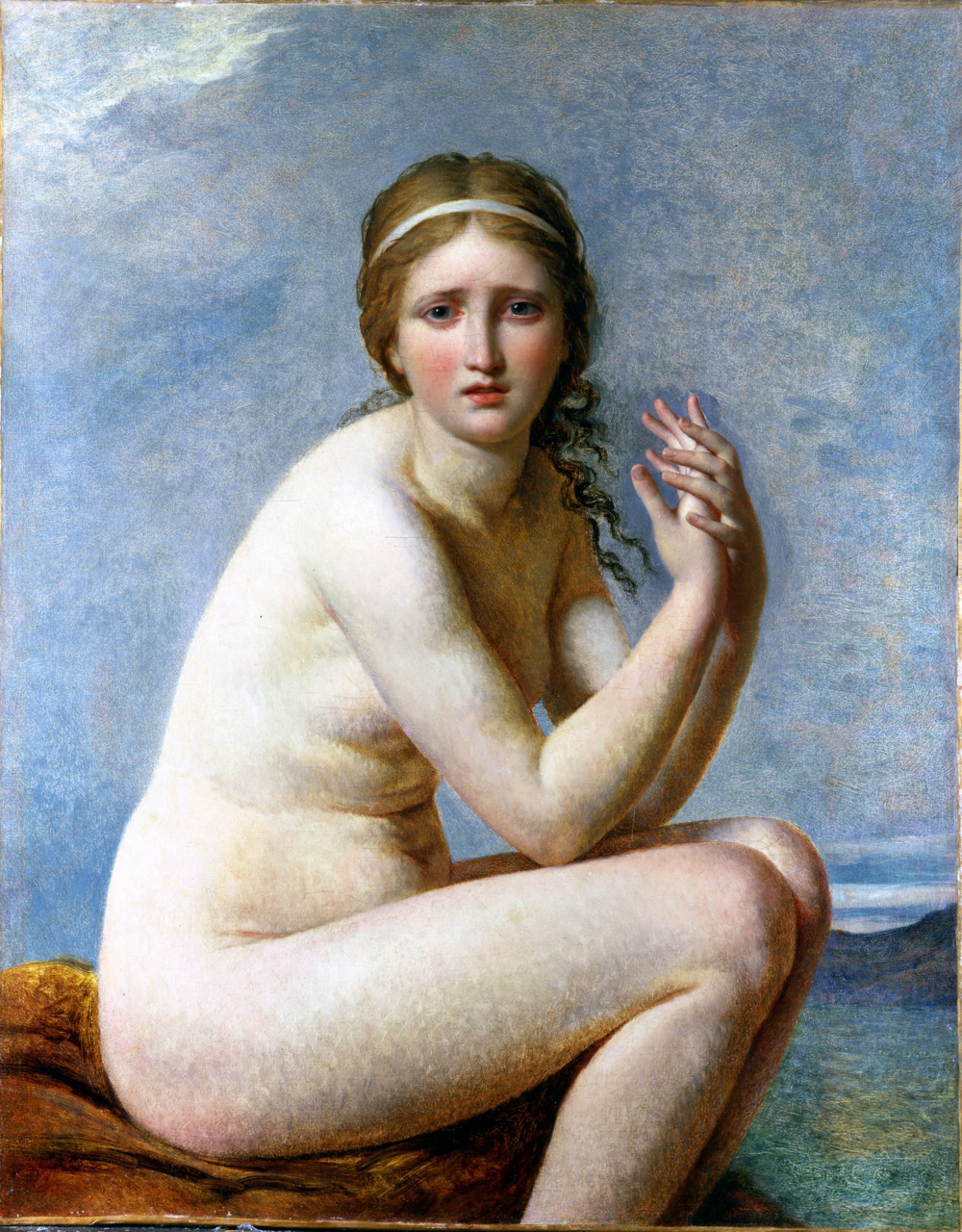
Psique abandonada, por Jacques-Louis David (1795).
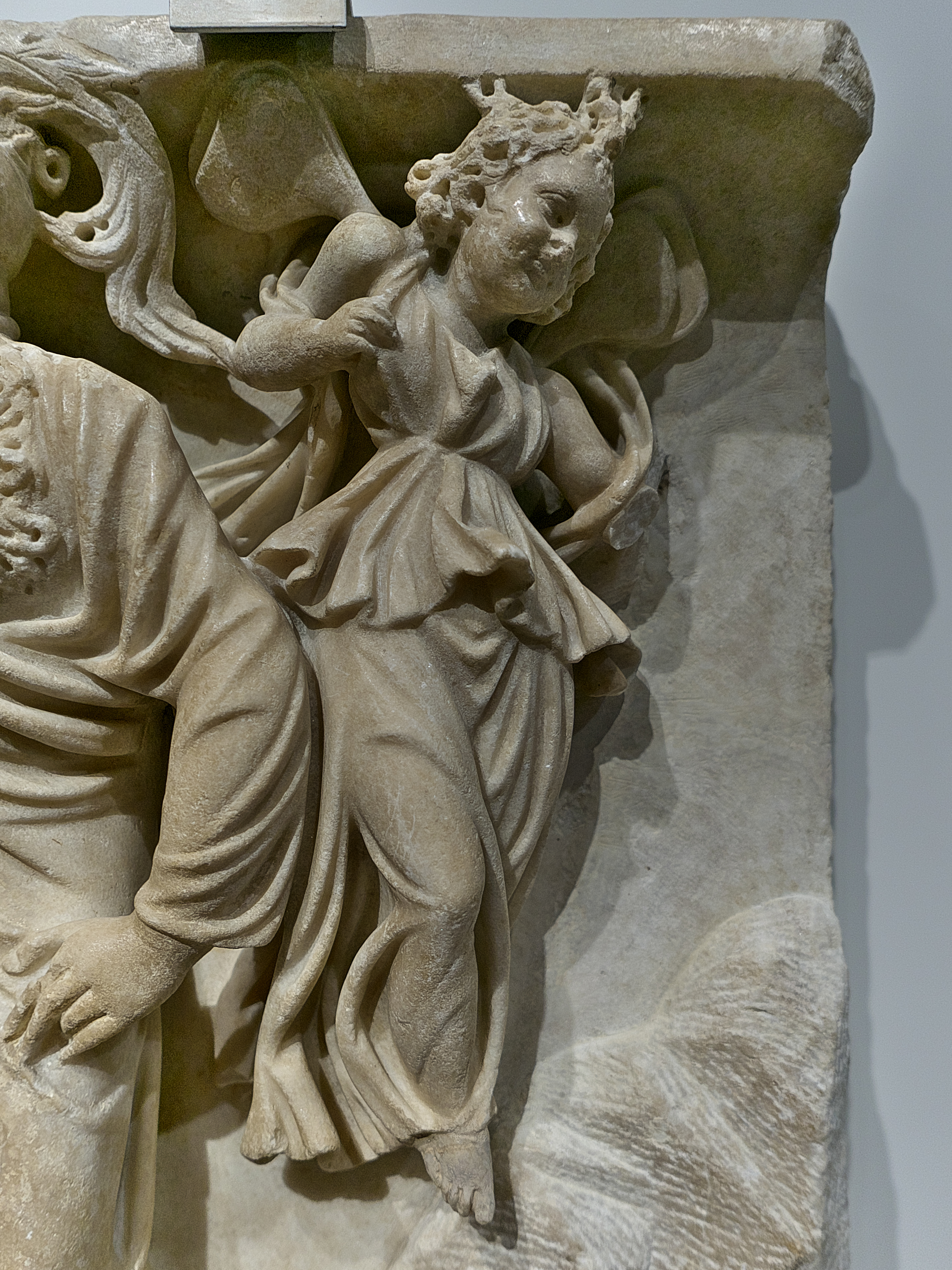
Psyché en un sarcófago romano (ca. 185)
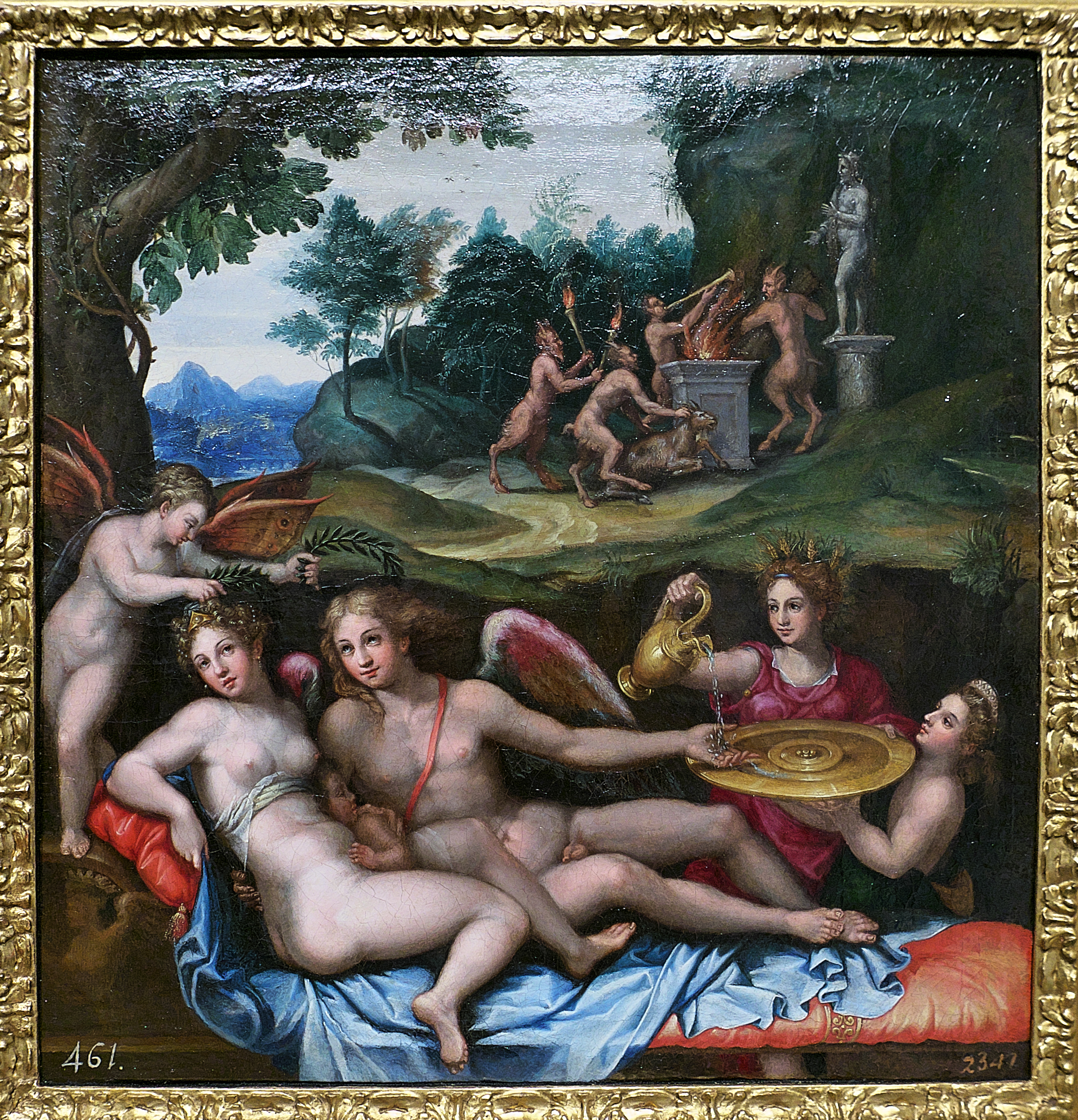
Bodas de Psiquis y Cupido, Perino del Vaga
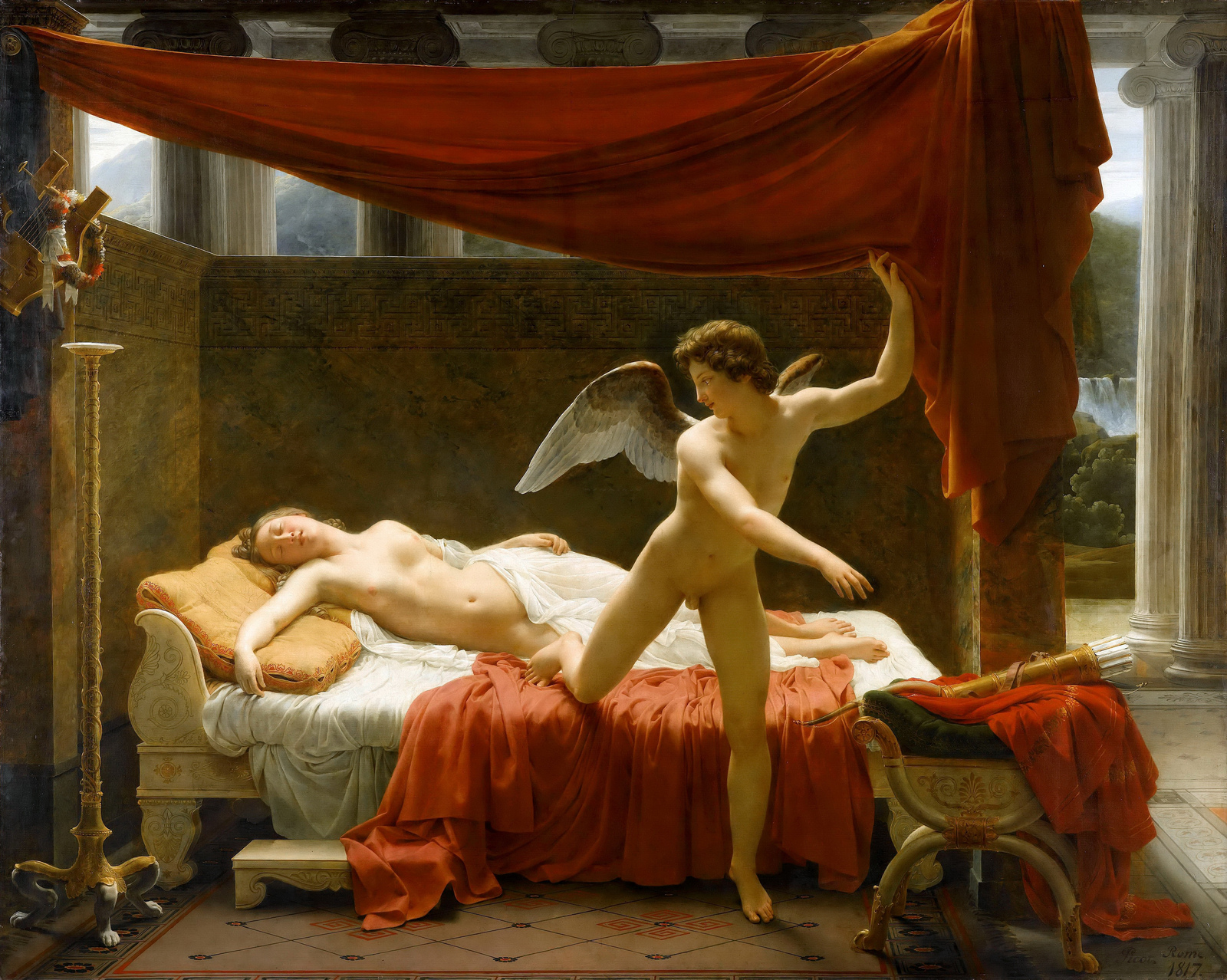
François Édouard Picot, L'Amour et Psyché (1817).